# آلفرد آچرمن
آلفرد آچرمن (انگلیسی: Alfred Achermann؛ زادهٔ ۱۷ ژوئیهٔ ۱۹۵۹) دوچرخه‌سوار اهل سوئیس است.
وی در مسابقات کشوری و بین‌المللی در مجموع برندهٔ ۱ مدال نقره شده‌است.